# Psaume 56 (55)

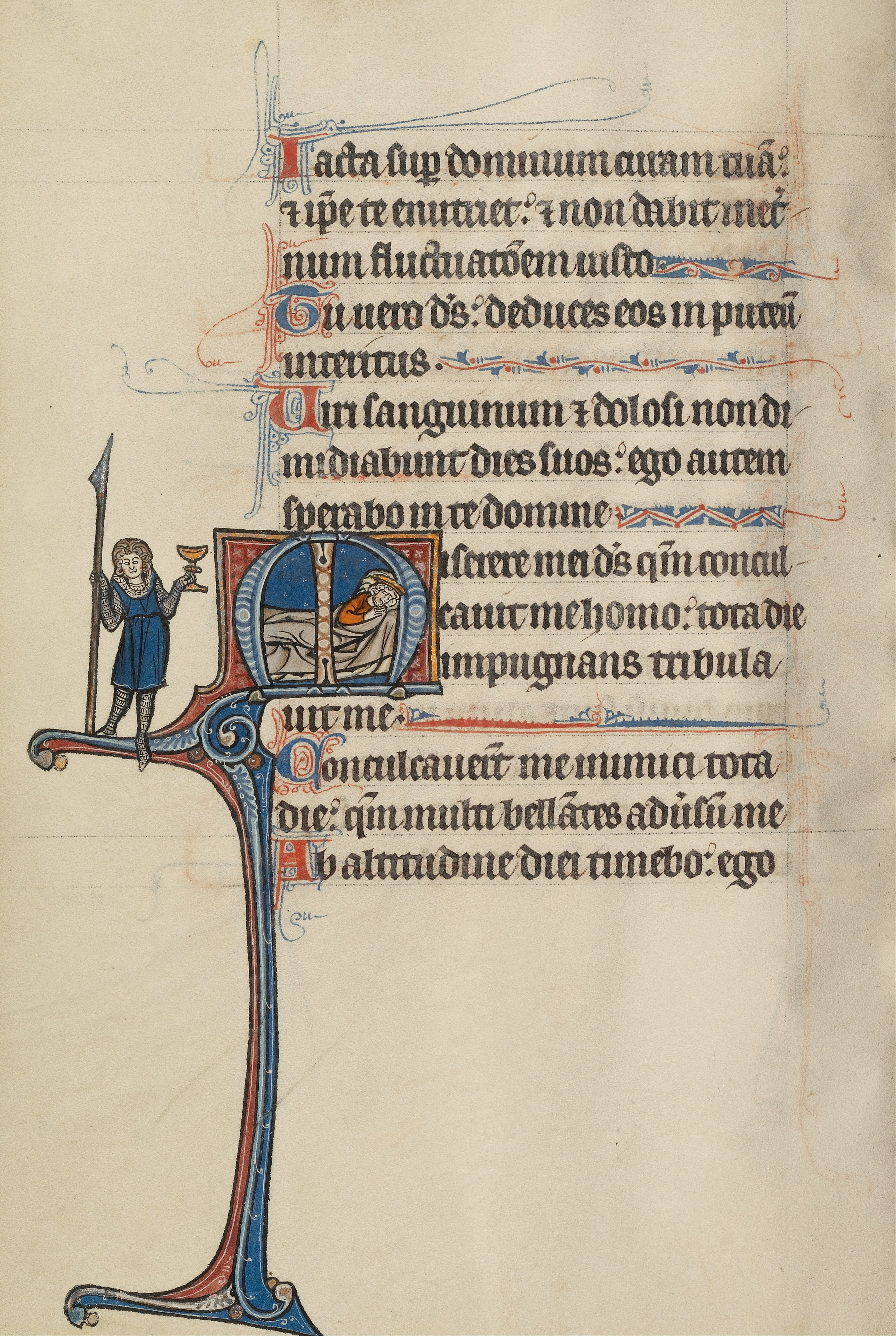
Image du vol de la lance et du calice par David

Le psaume 56 (55 selon la numérotation grecque) est attribué à David.

## Texte
N. B. Le texte latin comporte un verset de moins car les versets 11 et 12 ont été regroupés pour la Vulgate dans le verset 11. La suite de la numérotation latine des versets est respectée, mais la traduction est décalée.
| verset | original hébreu                                                      | traduction française de Louis Segond                                                                                                 | Vulgate latine |
| ------ | -------------------------------------------------------------------- | --- | --- |
| 1      | לַמְנַצֵּחַ, עַל-יוֹנַת אֵלֶם רְחֹקִים-- לְדָוִד מִכְתָּם:בֶּאֱחֹז אוֹתוֹ פְלִשְׁתִּים בְּגַת            | [Au chef des chantres. Sur “ colombe des térébinthes lointains ”. Hymne de David. Lorsque les Philistins le saisirent à Gath.]       | [In finem pro populo qui a sanctis longe factus est David in tituli inscriptione cum tenuerunt eum Allophili in Geth] |
| 2      | חָנֵּנִי אֱלֹהִים, כִּי-שְׁאָפַנִי אֱנוֹשׁ; כָּל-הַיּוֹם, לֹחֵם יִלְחָצֵנִי                       | Aie pitié de moi, ô Dieu ! car des hommes me harcèlent ; tout le jour ils me font la guerre, ils me tourmentent.                     | Miserere mei Deus quoniam conculcavit me homo tota die inpugnans tribulavit me                                        |
| 3      | שָׁאֲפוּ שׁוֹרְרַי, כָּל-הַיּוֹם: כִּי-רַבִּים לֹחֲמִים לִי מָרוֹם                           | Tout le jour mes adversaires me harcèlent ; ils sont nombreux, ils me font la guerre comme des hautains.                             | Conculcaverunt me inimici mei tota die quoniam multi bellantes adversum me                                            |
| 4      | יוֹם אִירָא-- אֲנִי, אֵלֶיךָ אֶבְטָח                                            | Quand je suis dans la crainte, en toi je me confie.                                                                                  | Ab altitudine diei timebo ego vero in te sperabo                                                                      |
| 5      | בֵּאלֹהִים, אֲהַלֵּל דְּבָרוֹ:בֵּאלֹהִים בָּטַחְתִּי, לֹא אִירָא; מַה-יַּעֲשֶׂה בָשָׂר לִי              | Je me glorifierai en Dieu, en sa parole ; je me confie en Dieu, je ne crains rien : Que peuvent me faire des hommes ?                | In Deo laudabo sermones meos in Deo speravi non timebo quid faciat mihi caro                                          |
| 6      | כָּל-הַיּוֹם, דְּבָרַי יְעַצֵּבוּ; עָלַי כָּל-מַחְשְׁבֹתָם לָרָע                               | Sans cesse ils portent atteinte à mes droits, ils n’ont à mon égard que de mauvaises pensées.                                        | Tota die verba mea execrabantur adversum me omnia consilia eorum in malum                                             |
| 7      | יָגוּרוּ, יצפינו (יִצְפּוֹנוּ)--הֵמָּה, עֲקֵבַי יִשְׁמֹרוּ: כַּאֲשֶׁר, קִוּוּ נַפְשִׁי              | Ils complotent, ils épient, ils observent mes traces, parce qu’ils en veulent à ma vie.                                              | Inhabitabunt et abscondent ipsi calcaneum meum observabunt sicut sustinuerunt animam meam                             |
| 8      | עַל-אָוֶן פַּלֶּט-לָמוֹ; בְּאַף, עַמִּים הוֹרֵד אֱלֹהִים                                 | C’est par l’iniquité qu’ils espèrent échapper : Dans ta colère, ô Dieu, précipite les peuples !                                      | Pro nihilo salvos facies illos in ira populos confringes Deus                                                         |
| 9      | נֹדִי, סָפַרְתָּה-אָתָּה: שִׂימָה דִמְעָתִי בְנֹאדֶךָ; הֲלֹא, בְּסִפְרָתֶךָ                        | Tu comptes les pas de ma vie errante ; recueille mes larmes dans ton outre : Ne sont-elles pas inscrites dans ton livre ?            | Vitam meam adnuntiavi tibi posuisti lacrimas meas in conspectu tuo sicut et in promissione tua                        |
| 10     | אָז יָשׁוּבוּ אוֹיְבַי אָחוֹר, בְּיוֹם אֶקְרָא; זֶה-יָדַעְתִּי, כִּי-אֱלֹהִים לִי                | Mes ennemis reculent, au jour où je crie ; je sais que Dieu est pour moi.                                                            | Tunc convertentur inimici mei retrorsum in quacumque die invocavero te ecce cognovi quoniam Deus meus es              |
| 11     | בֵּאלֹהִים, אֲהַלֵּל דָּבָר; בַּיהוָה, אֲהַלֵּל דָּבָר                                    | Je me glorifierai en Dieu, en sa parole ; je me glorifierai en l’Éternel, en sa parole ;                                             | In Deo laudabo verbum in Domino laudabo sermonem in Deo speravi non timebo quid faciat mihi homo                      |
| 12     | בֵּאלֹהִים בָּטַחְתִּי, לֹא אִירָא; מַה-יַּעֲשֶׂה אָדָם לִי                                | Je me confie en Dieu, je ne crains rien : Que peuvent me faire des hommes ?                                                          | In me sunt Deus vota tua ; quae reddam laudationes tibi                                                               |
| 13     | עָלַי אֱלֹהִים נְדָרֶיךָ; אֲשַׁלֵּם תּוֹדֹת לָךְ                                        | Ô Dieu ! je dois accomplir les vœux que je t’ai faits ; je t’offrirai des actions de grâces.                                         | Quoniam eripuisti animam meam de morte et pedes meos de lapsu ut placeam coram Deo in lumine viventium                |
| 14     | כִּי הִצַּלְתָּ נַפְשִׁי, מִמָּוֶת-- הֲלֹא רַגְלַי, מִדֶּחִי:לְהִתְהַלֵּךְ, לִפְנֵי אֱלֹהִים-- בְּאוֹר, הַחַיִּים | Car tu as délivré mon âme de la mort, tu as garanti mes pieds de la chute, afin que je marche devant Dieu, à la lumière des vivants. | |

## Usages liturgiques

### Dans le christianisme

#### Chez les catholiques
Traditionnellement auprès des abbayes, ce psaume trouvait sa place aux matines du mardi, selon la règle de saint Benoît fixée vers 530,.
Dans la liturgie des Heures actuelle, le psaume 56 est chanté ou récité le jeudi de la deuxième semaine à l’office du milieu du jour.